# Veracruz (cidade)
Veracruz é uma cidade do estado de Veracruz, no México. É um porto no Golfo do México. Possui 512 310 habitantes. Foi fundada em 1599, é uma das cidades mais importantes do México por conta do seu porto marítimo comercial, que é um dos mais movimentados do mundo.

## Cidades-irmãs
A cidade e o porto de Veracruz estão geminada com as seguintes cidades:
- Cartagena das Índias, Colômbia.
- Campeche, México.
- Xalapa,, México.
- Ensenada, México.
- Tijuana, México.
- Honolulu, Estados Unidos.
- Condado de Miami-Dade, Estados Unidos.
- São José, Estados Unidos.
- Corpus Christi, Estados Unidos.
- Mobile, Estados Unidos.
- Galveston, Estados Unidos.
- Laredo, Estados Unidos.
- Valência, Espanha.
- Almeria, Espanha.
- Oviedo, Espanha.
- Cádis, Espanha.
- Bratislava, Eslováquia.
- Valparaíso, Chile.
- Havana, Cuba.
- Bristol, Inglaterra.
- Santos, Brasil.